# Myrsine africana

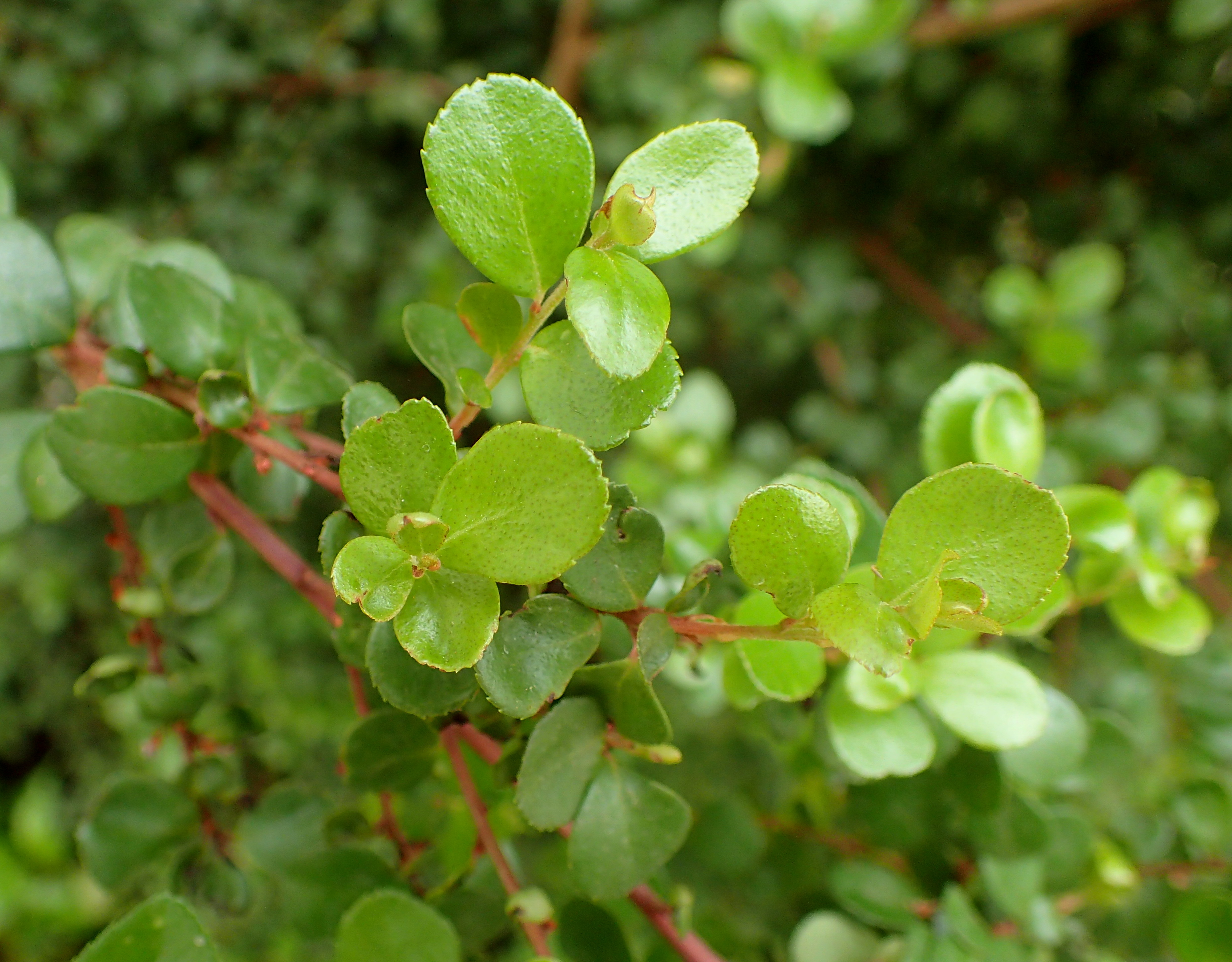
Blätter

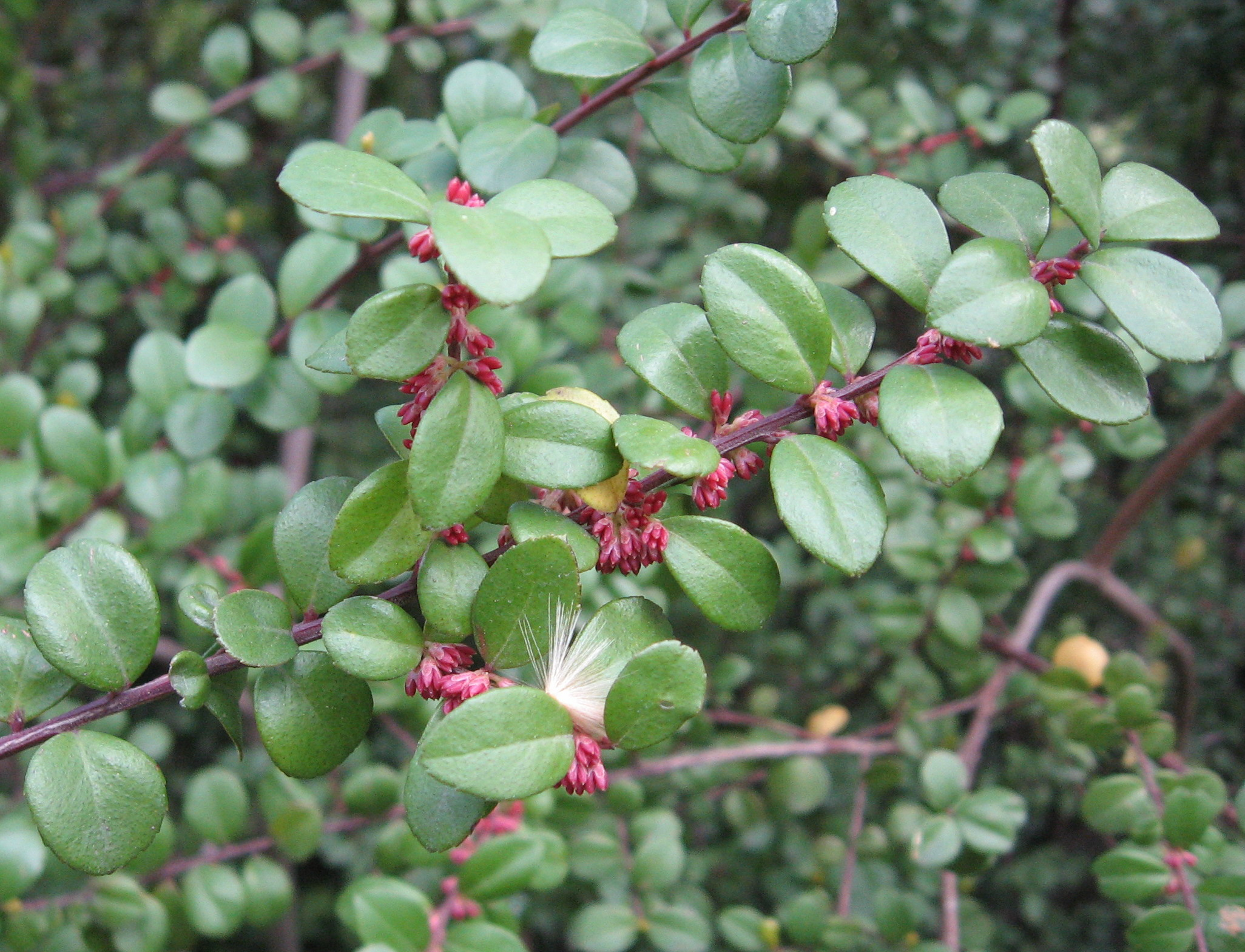
Männliche Blütenstände und Blätter

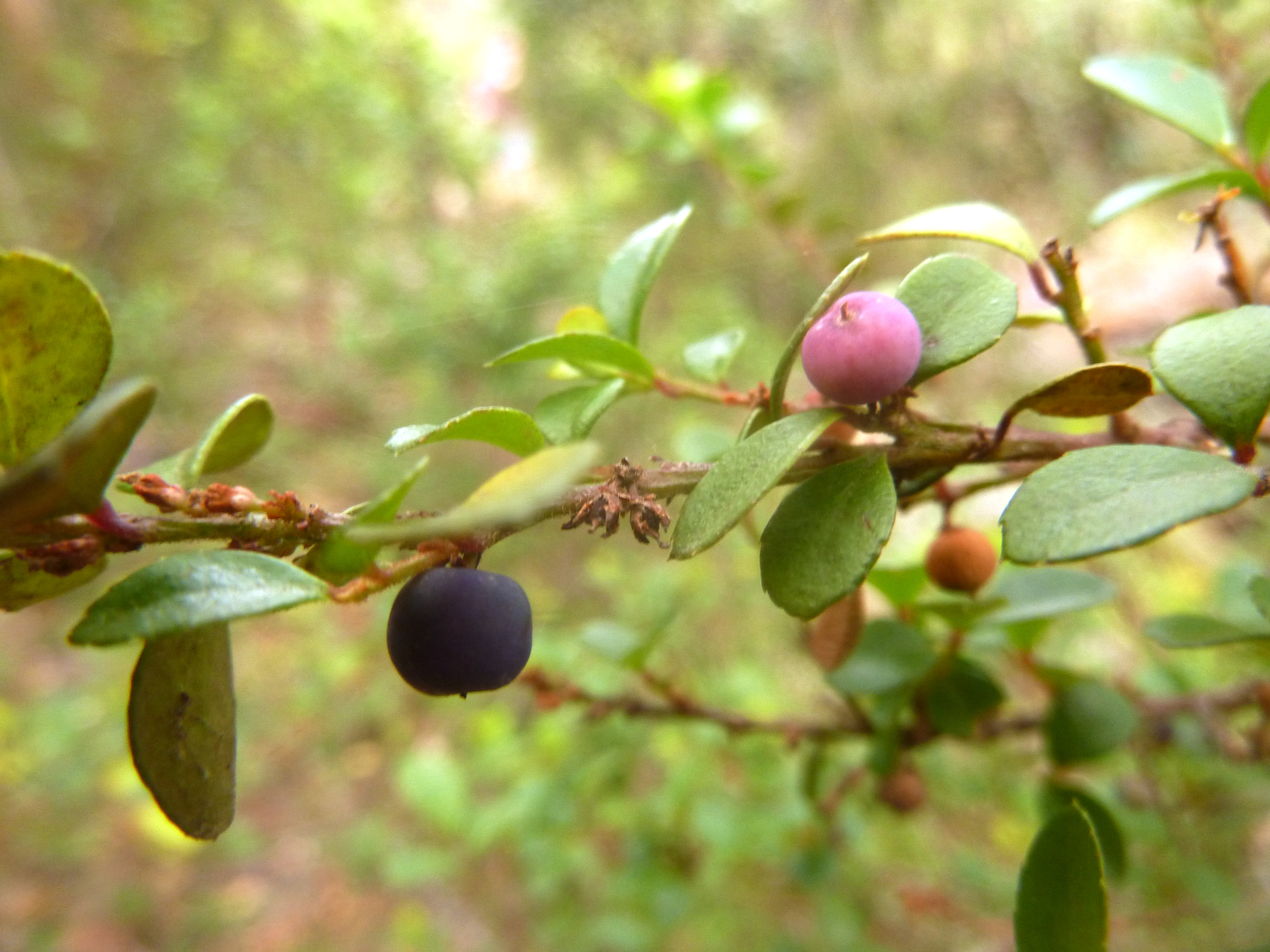
Reife und unreife Früchte

Myrsine africana ist eine Pflanzenart in der Familie der Primelgewächse aus der Unterfamilie der Myrsinengewächse aus dem zentralen bis östlichen Afrika, Südafrika bis nach Arabien, Afghanistan, Pakistan und Indien bis ins westliche bis östliche und südliche China.

## Beschreibung
Myrsine africana wächst als reich verzweigter, immergrüner und langsamwüchsiger Strauch bis über 3 Meter hoch. Die Pflanze ist recht langlebig. Die Zweige sind mehr oder weniger drüsig behaart.
Die wechselständigen, einfachen Laubblätter sind kurz gestielt bis fast sitzend. Der teils drüsig behaarte Blattstiel ist etwa 1–2 Millimeter lang. Die abgerundeten bis stumpfen, seltener spitzen und manchmal feinstachselspitzigen Blätter sind 1–3,5 Zentimeter lang, ledrig, fast kahl, verkehrt-eiförmig bis elliptisch, seltener eiförmig oder rundlich und im vorderen Teil leicht bis schwach gesägt oder spitziggesägt. Sie sind unterseits heller und mehr oder weniger feinwärzlich, drüsig punktiert. Die Nervatur ist gefiedert mit undeutlichen Seitenadern. Die Nebenblätter fehlen.
Myrsine africana ist zweihäusig diözisch. Die Blüten erscheinen in kleinen, achselständigen Büscheln. Die sehr kleinen, funktionell eingeschlechtlichen, vierzähligen und kurz gestielten Blüten mit doppelter Blütenhülle sind grünlich-cremefarben bis rosa. Der kleine, etwa 1,5 Millimeter lange Kelch und die bis 2,5 Millimeter lange Krone sind außen teils feinwärzlich, drüsig. Die fast freien, Kelchzipfel sind bewimpert. Die Krone ist im unteren Teil röhrig verwachsen mit etwa gleich langen, mehr oder weniger bewimperten Lappen. Die männlichen Blüten besitzen kurze, fast sitzende, im unteren Teil kragenförmig mit der Krone verwachsene Staubblätter mit relativ großen, rötlichen, etwas vorstehenden, bespitzte Antheren sowie einen reduzierten Pistillode. Die weiblichen Blüten besitzen kleine Staminodien mit rötlichen Antheroden und einen oberständigen, einkammerigen, drüsigen Fruchtknoten mit kurzem Griffel und etwas vorstehender, großer, scheibenförmiger, gelappter sowie fransiger Narbe.
Es werden erst rosa-purpurne dann zur Reife violett-bläuliche, „bereifte“ und rundliche, bis 4–8 Millimeter große, einsamige Steinfrüchte mit oft Kelch- und Griffelresten an der Spitze gebildet.

## Verwendung
Die Früchte gelten als essbar. Sie werden auch als Pfefferersatz genutzt. Sie sind ähnlich wie jene von Embelia ribes.
Die Früchte und Blätter werden auch medizinisch genutzt.
Die Pflanze wird auch als Hecke gepflanzt.
Das Holz ist hart und beständig.